# ベオグラード市電
ベオグラード市電（ベオグラードしでん、セルビア語: Београдски трамвај）は、セルビアの首都・ベオグラード市内の路面電車。1892年に開通した馬車鉄道をルーツに持つ公共交通機関で、2025年現在はトロリーバス（ベオグラード・トロリーバス）や路線バスと共に、ベオグラード市が所有する公益事業会社であるGSPベオグラード（Градско саобраћајно предузеће „Београд”、ГСП „Београд”）によって運営されている。

## 歴史

1938年時点の路線図

ベオグラード市電の基になったのは、1892年10月14日に開通した馬車鉄道であった。これはイタリアの実業家とベオグラード市の契約により建設が行われたもので、開通当初は途中の電停は無く乗客が自己申告で自由に乗降が可能となっていた。その後、1894年まで馬車鉄道の路線網の拡大が行われたが、一方で建設時の契約には将来的に馬車鉄道を路面電車に置き換える内容が含まれており、開通から2年後の1894年に最初の電化が実施された。しかし、1896年以降路線の延伸や電化などの近代化は予算の問題から長期にわたって行われず、本格的にこれらの動きが再開されたのは1903年に運営権や工事権がベルギー匿名協会（Белгијског анонимног друштва）に委託されてからとなった。そして1905年までに馬車鉄道の全区間の電化が完了し、以降も路線網の拡張が実施された結果、1912年時点でベオグラード市内には8系統の路面電車路線が存在し、年間利用客数は750万人を記録していた。

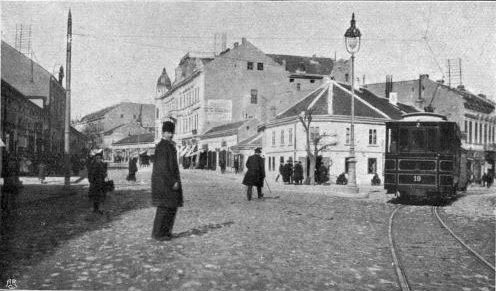
電化当初のベオグラード市電（1906年撮影）

だが、これらの路線網や変電所を始めとした施設は第一次世界大戦によって甚大な被害を受け、ベルギー匿名協会による復旧は困難な状況となり、1919年のオーストリア軍からの解放直後、路面電車はベオグラード市が所有する形となった。その後、戦争前から使われていた線路や架線、車両の部品などの大規模な更新が長期に渡って行われた一方、人口増加や都市の近代化に合わせた路線延伸も進められた。1928年からは路線バスの運行も開始され、1936年以降本格的な投資が行われるようになったが、その状況でもベオグラード市内には10系統・営業キロ81.4 kmという大規模な路面電車網が存在した。しかし、第二次世界大戦中のドイツ軍や連合国軍による空爆によりベオグラードは甚大な被害を受け、路面電車も多くの施設や車両が破壊され、1944年10月の解放時点で運行可能な線路は僅か2 kmのみとなっていた。

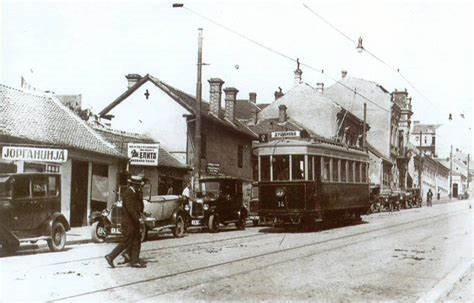
1920年代のベオグラード市電
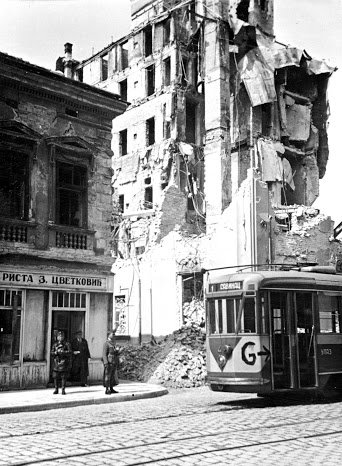
第二次世界大戦中の空爆で破壊された建物とイタリア製の路面電車（1941年撮影）

戦後は他の交通機関と共に復旧が進められ、一部系統は1947年以降路線網を広げたトロリーバスに置き換えられたものの、1955年の時点で8系統の路線網が存在していた。車両については1950年代にゴシャ工場（Goša）製のユーゴスラビア国産車両が試作された他、1960年代にはベルギー製のPCCカーも運用に就いた。また、同時期には現在のクロアチアに位置するジュロー・チャコビッチ工場製の電車も導入された。これらは1980年代から導入が始まったチェコスロバキア製の車両（タトラカー）へ置き換えられるまで使用された。一方、1970年代には地下鉄を建設する計画が立ち上がったが、路面電車網の整備を優先する事が決定した事で1982年に却下されている。

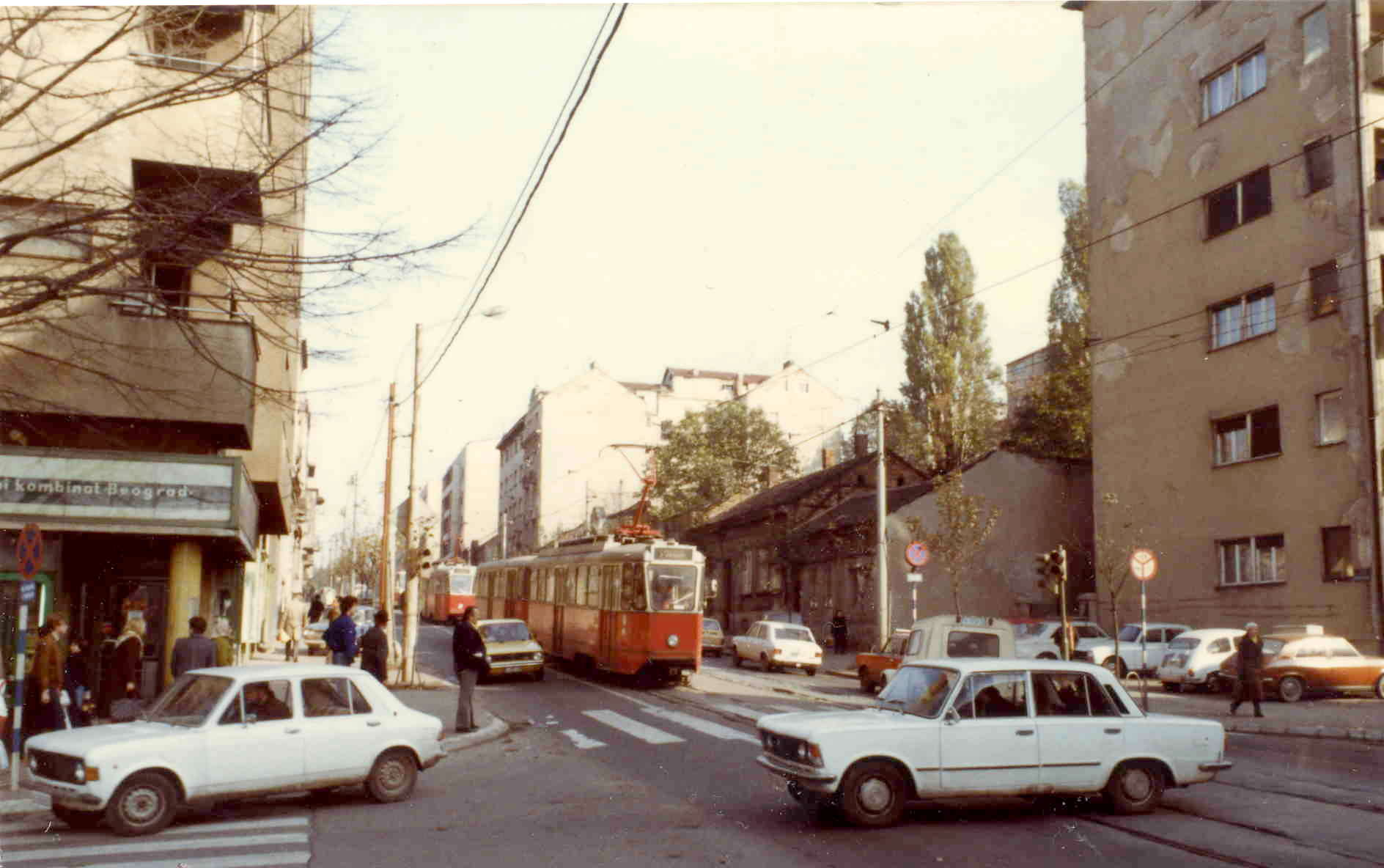
1980年代のベオグラード市電（1982年撮影）

路面電車を含めたベオグラードの交通機関の輸送規模は1990年に最大に達したが、ユーゴスラビア社会主義連邦共和国解体の過程で起きた経済制裁により、路線の改修や車両の近代化は一時的に停滞を余儀なくされた。加えて1999年にはコソボ紛争の影響によるNATOの空爆により、ベオグラードの路面電車も被害を受けた。その後の復旧は早期に進められ、2000年代からはスイスからの支援による車両の譲受が行われた他、2010年代には初の超低床電車の導入も実施されている。また、2015年には路面電車の路線網拡張や近代化の方針が示されており、2025年時点では実現していない要素は多いものの、2019年に開通した、サヴァ川を渡る新たな橋梁（アダ橋）を渡る経路など、ベオグラード市電では路線網の再建が進められている。

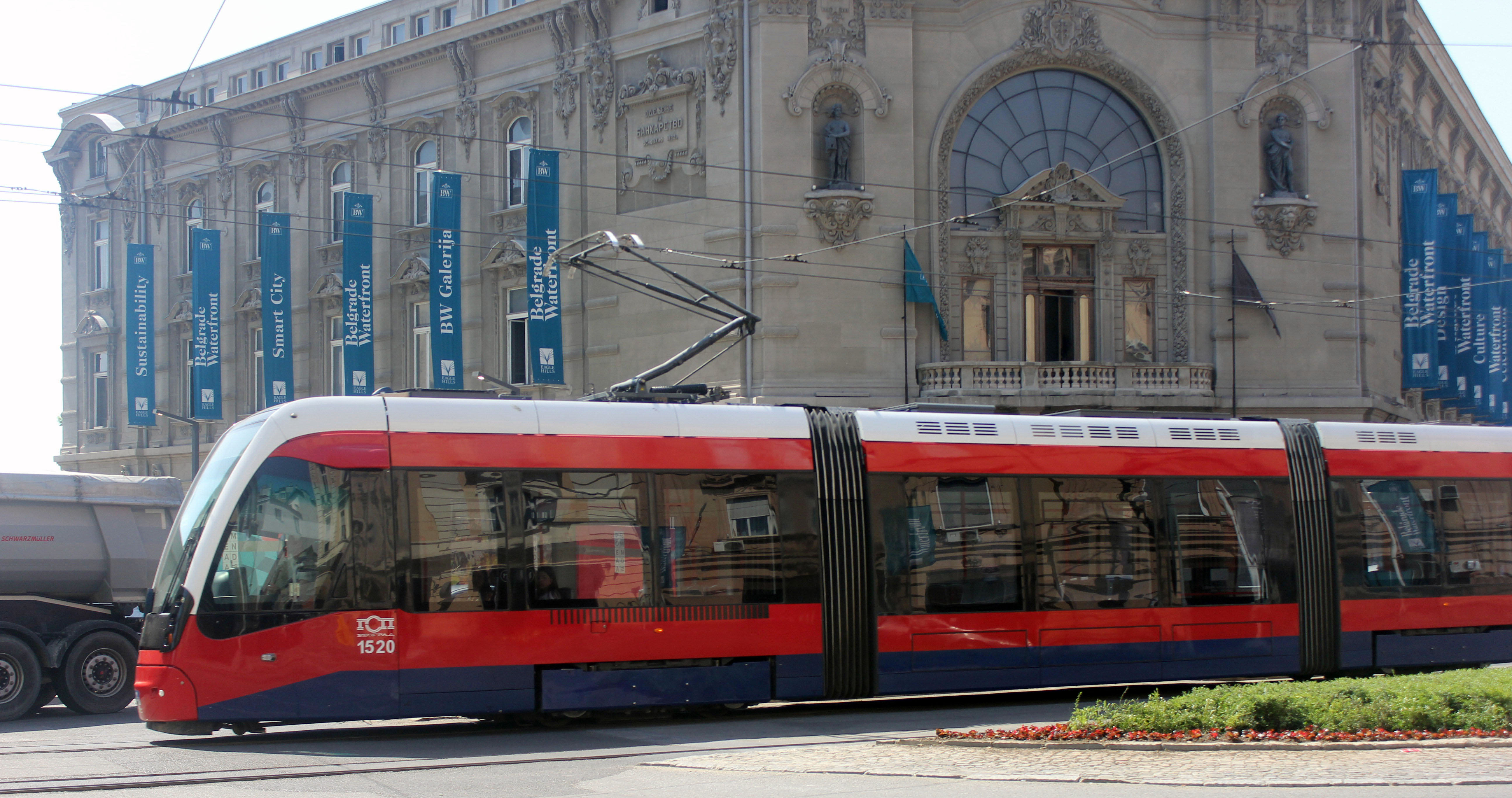
初の超低床電車となったウルボス（2018年撮影）

## 路線
2025年現在、ベオグラード市内では以下の路面電車の系統が運行している。長い歴史の中でベオグラード市内の路面電車では幾度もの路線網の再編が行われており、過去に存在した1号線、4号線、7L号線、8号線といった系統番号は同年時点で使用されておらず欠番となっている。
| 系統番号 | 起点                   | 終点                        | 解説     |
| -------- | ---------------------- | --------------------------- | -------- |
| 2        | Пристаниште            | Пристаниште                 | 環状系統 |
| 3        | Омладински стадион     | Кнежевац                    |          |
| 3L       | Ташмајдан              | Железничка станица Топчидер |          |
| 5        | Калемегдан /Доњи град/ | Устаничка                   |          |
| 6        | Ташмајдан              | Устаничка                   |          |
| 7        | Устаничка              | Блок 45                     |          |
| 9        | Бањица                 | Блок 45                     |          |
| 10       | Калемегдан /Доњи град/ | Бањица                      |          |
| 11       | Калемегдан /Доњи град/ | Блок 45                     |          |
| 12       | Омладински стадион     | Баново Брдо                 |          |
| 13       | Баново брдо            | Блок 45                     |          |
| 14       | Устаничка              | Бањица                      |          |

## 車両

### 現有車両
2025年現在、ベオグラード市電では以下の形式が使用されている。
- タトラKT4 - 旧東側諸国各地に導入された小型2車体連接車。そのうちベオグラード市電に導入された車両はユーゴスラビア向けのKT4YUとして区別されており、1981年から1990年にかけて200両が導入された。これらの車両の制御装置は抵抗制御に対応していたが、1997年にはIGBT素子の電機子チョッパ制御に対応したKT4M-YUBが新たに20両新造された他、2002年以降はKT4YUの一部がセルビアのゴーサ（Goša）とチェコのイネコン・グループにより同様の制御方式に対応した機器への交換を行いKT4U-Mに形式名を改めている[13][12]。
- Be4/6、B4 - 2001年以降、ベオグラード市電の輸送力増強のため、スイス研究省経済事務局（SECO）からの支援の元で同国の都市・バーゼルの路面電車（バーゼル市交通局、バーゼルラント交通（英語版））で使用されていた旧型車両が2016年12月まで長期に渡って譲渡され、計113両（電動車65両、付随車48両）が導入された。そのうち2024年時点で営業運転に使用されているのは2車体連接車のBe4/6と、その後方に連結される付随車のB4である[13][12][14][15][16]。
- ウルボス3 - スペインの鉄道車両メーカー・CAF製の超低床電車。2009年に30両分の製造契約が交わされ、2011年から2013年にかけて導入が行われている[8][4]。

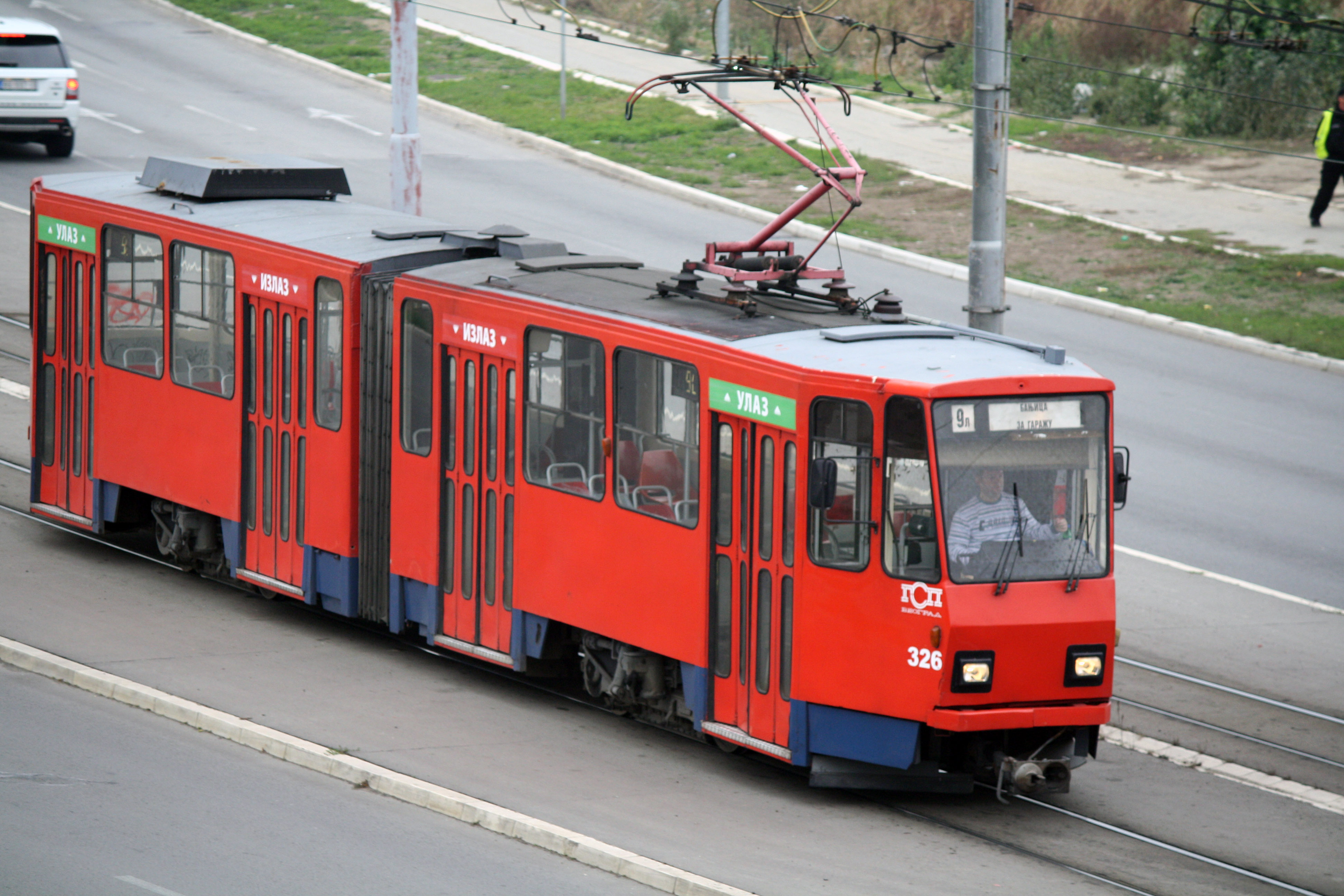
タトラKT4（KT4YU）（2012年撮影）
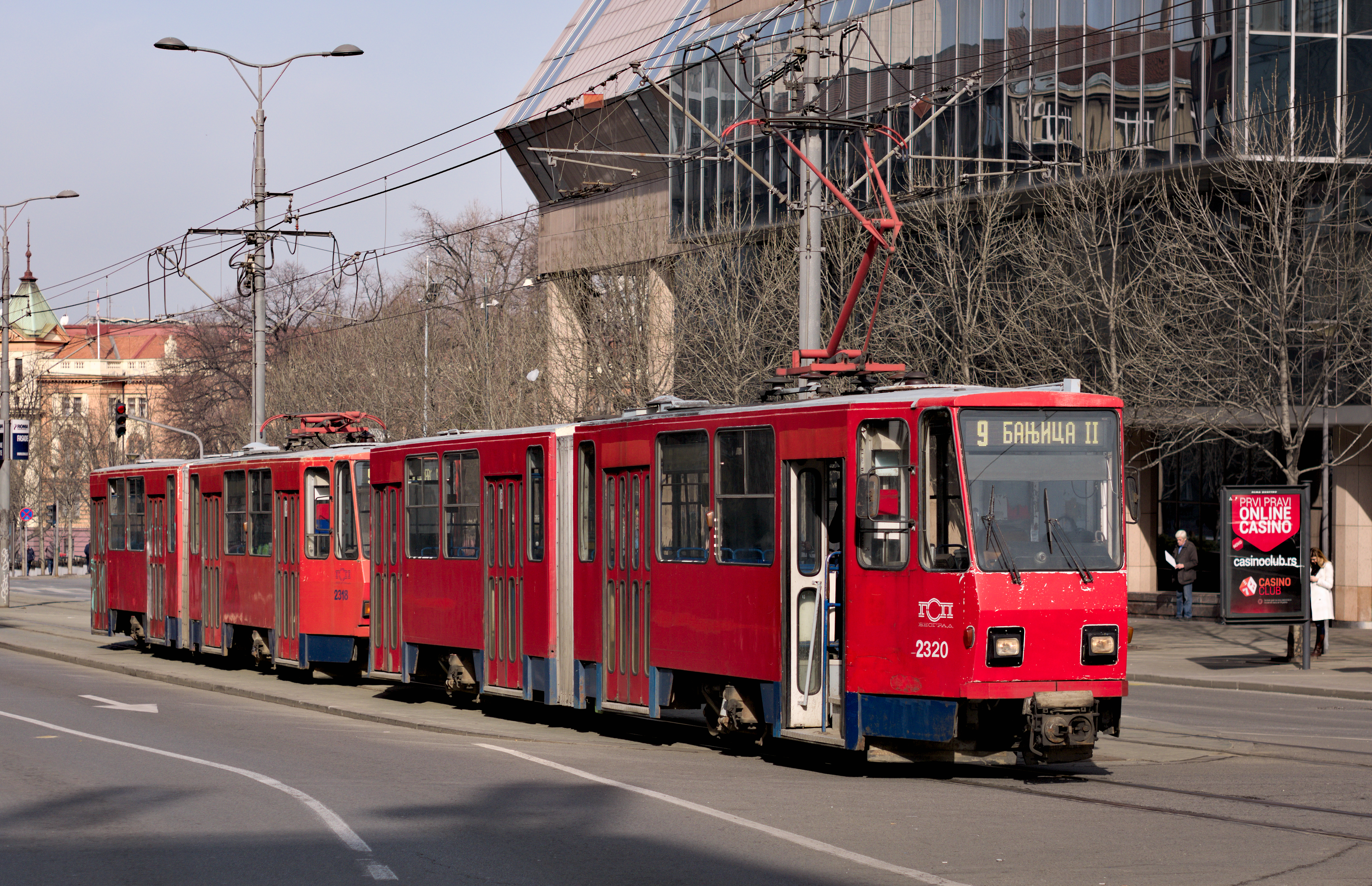
タトラKT4（KT4M-YUB）（2017年撮影）
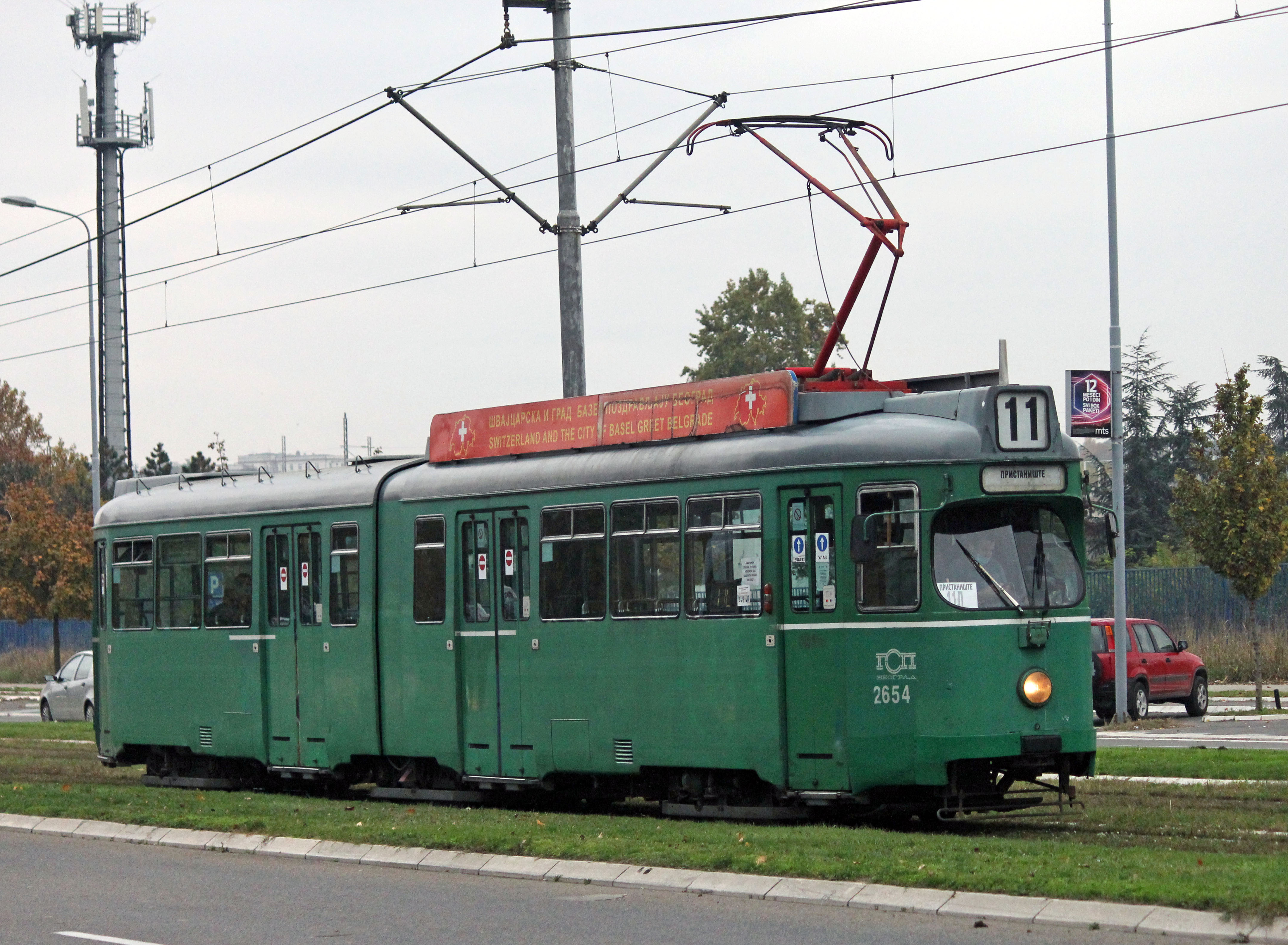
Be 4/6（元：バーゼル市交通局）（2020年撮影）
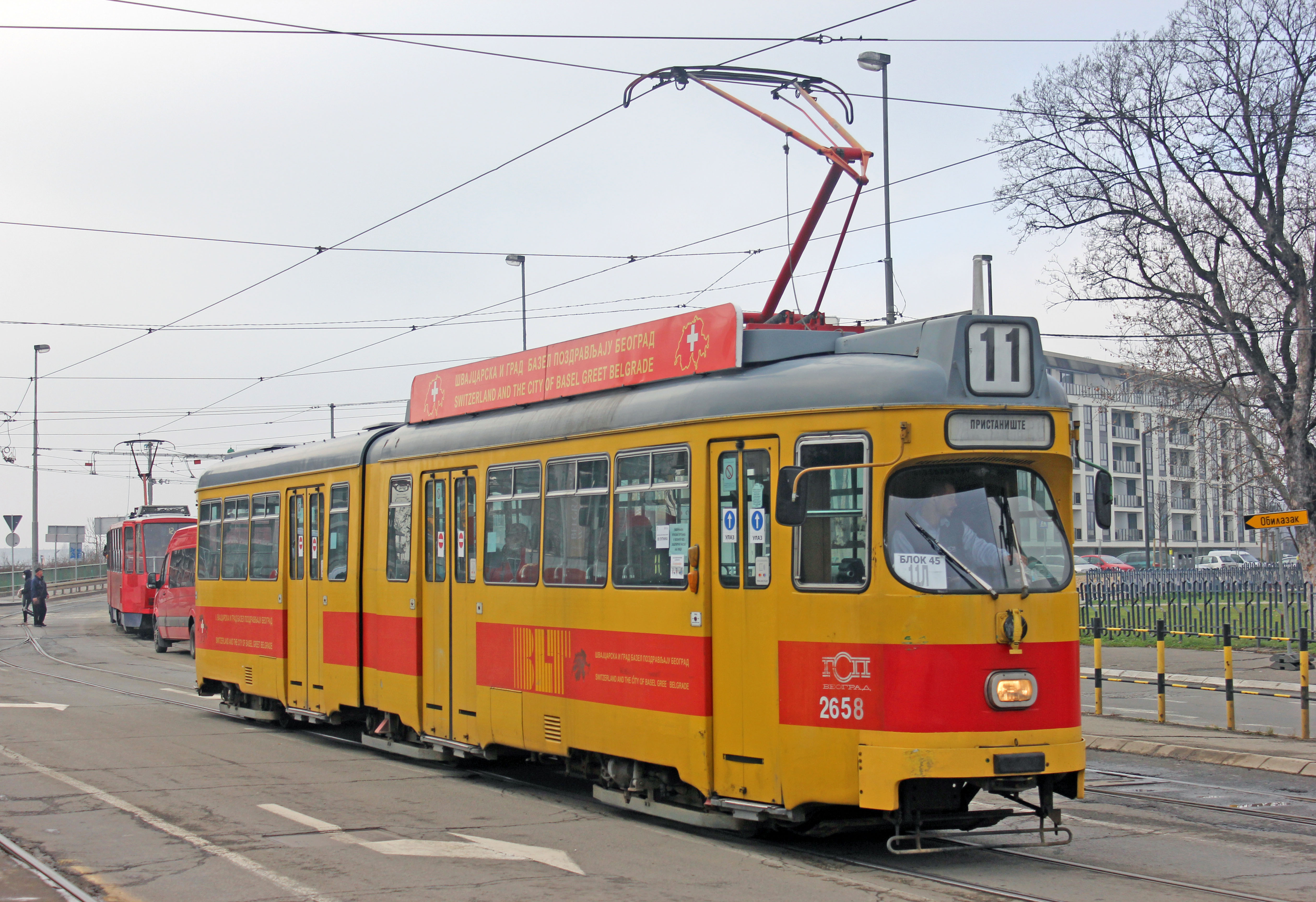
Be 4/6（元：バーゼルラント交通）（2021年撮影）
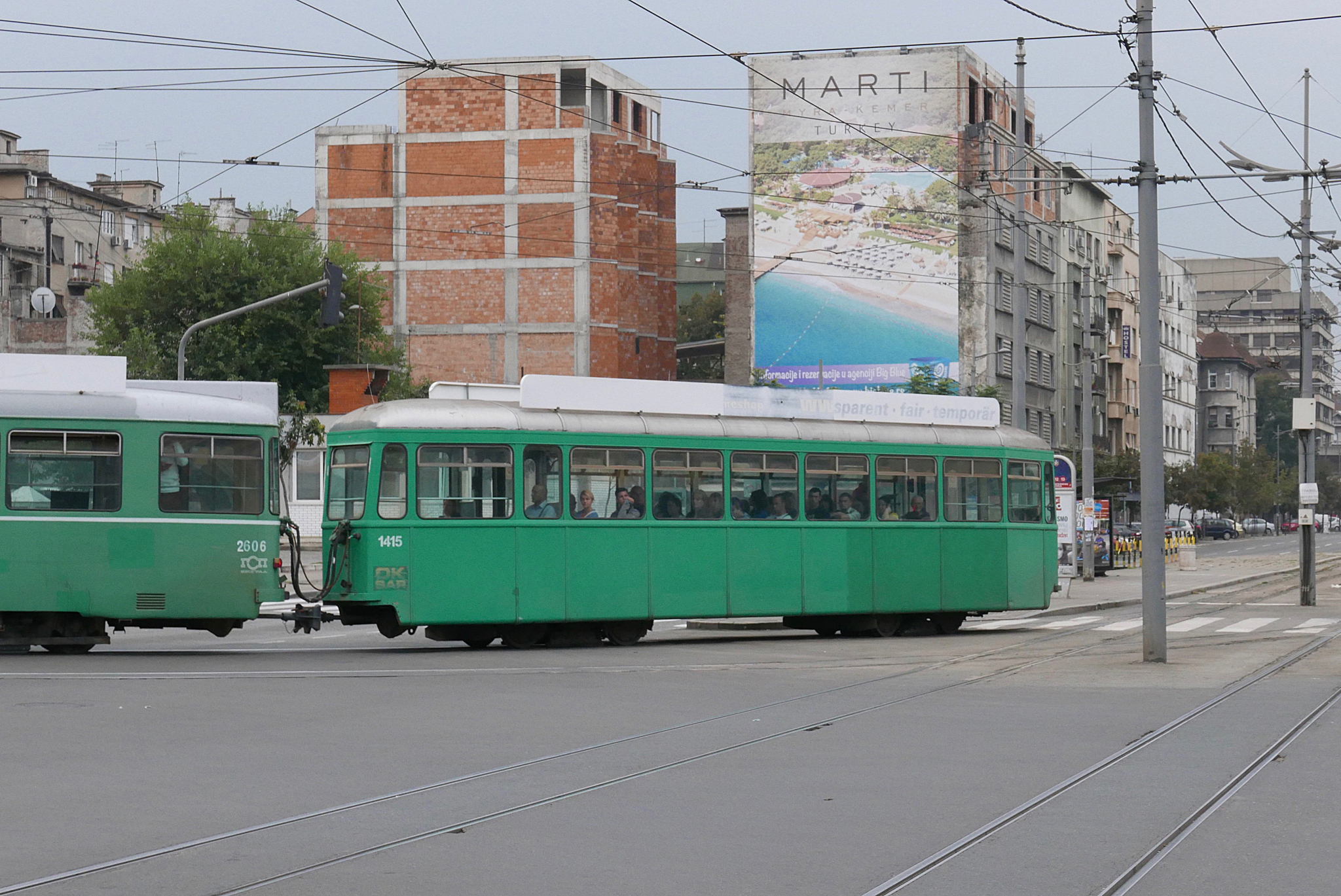
B4（元：バーゼル市交通局）（2016年撮影）
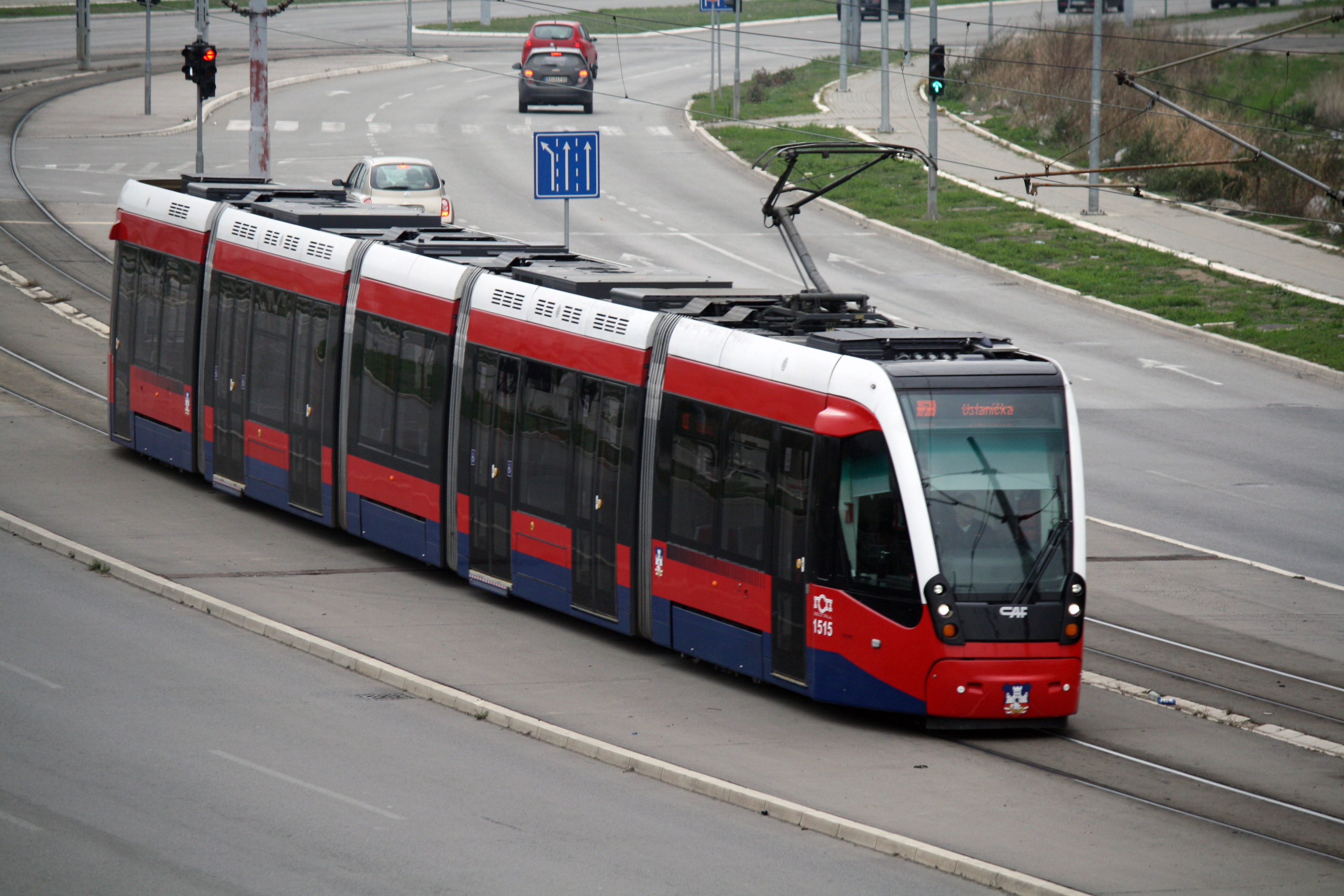
ウルボス3（2012年撮影）
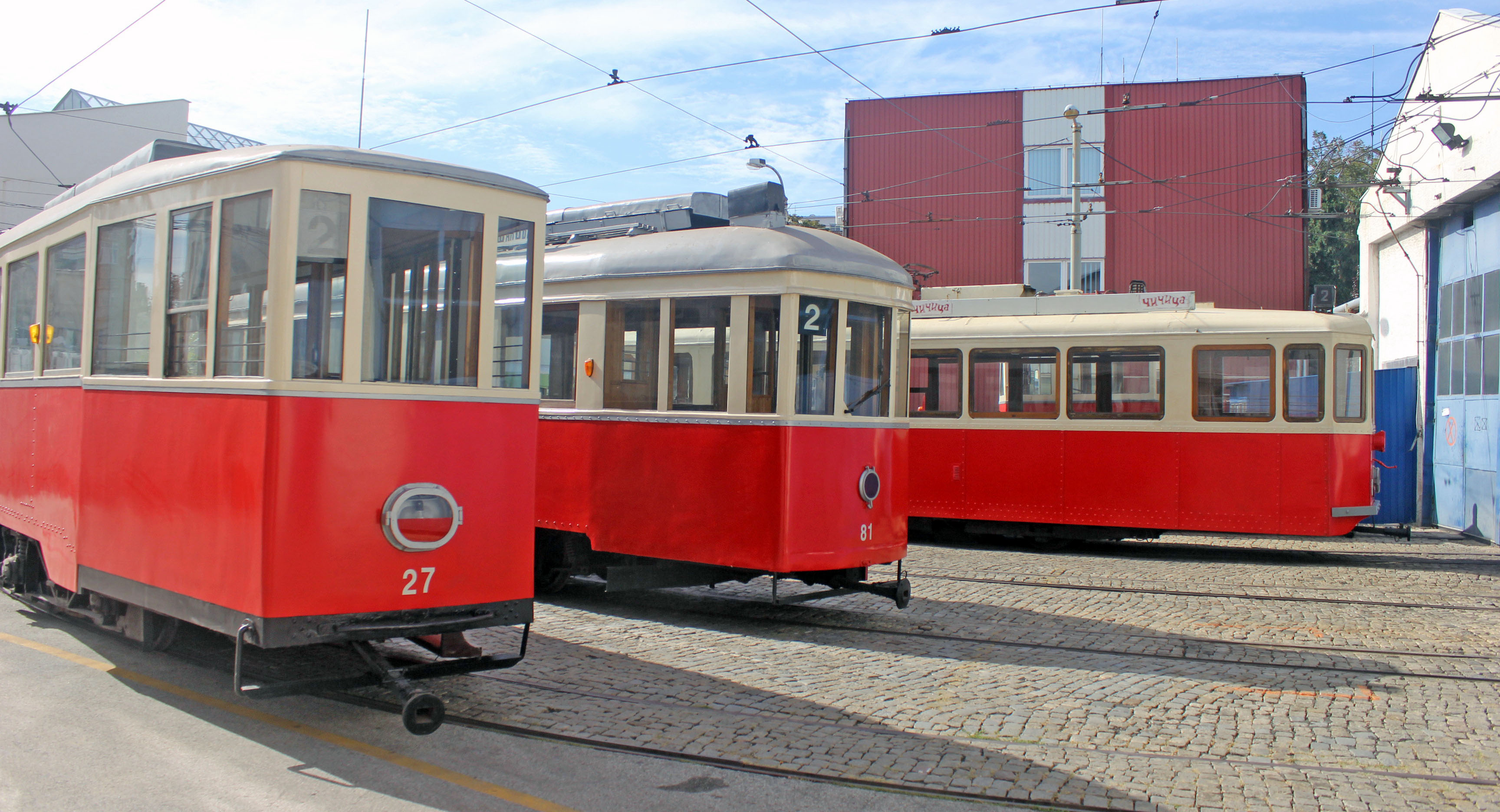
保存されている歴代車両（2019年撮影）

### 導入予定の車両
2024年、ベオグラード市はトルコの企業であるボザンカヤとの間に、最大25両の超低床電車（5車体連接車、低床率80 %）を導入する契約を交わしており、2025年に最初の車両が納入されている。また、同年にはタトラKT4や譲渡車両の置き換えを目的に、全長17 - 20 m級の2車体連接車・合計100両の導入に関する入札が行われている。

## 参考資料
- Slaven Tica; Nada Stanojevi; Branko Vasi (2007). “Reliability and Availability of Belgrade Tram Rolling Stock”. Tehnička dijagnostika (2):  3-9 2023年3月13日閲覧。.